# Irving Penn

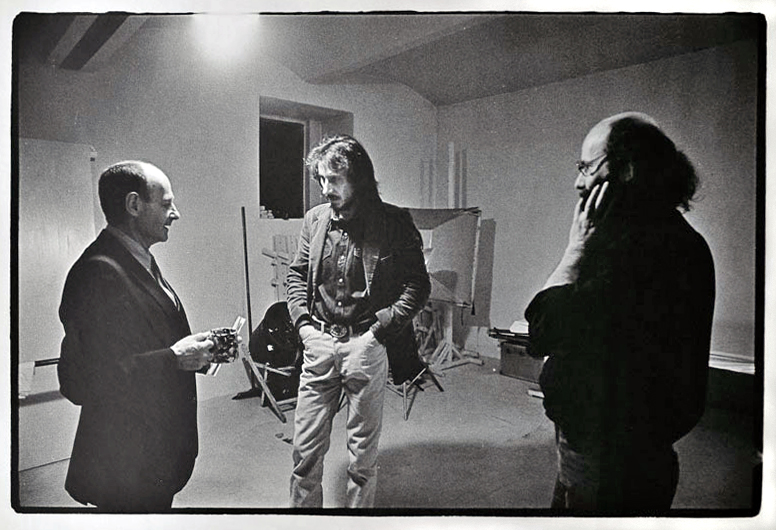
Jiří Poláček, Irving Penn i Dušan Šimánek (1986)

Irving Penn (ur. 16 czerwca 1917, zm. 7 października 2009) – amerykański fotograf. 
Studiował w Philadelphia Museum School of Industrial Art (1934–1938). Najbardziej znany jest ze swoich fotografii modowych oraz portretowych. Zaczynał pracę twórczą jako malarz, jednak porzucił to zajęcie na rzecz pracy w magazynie „Vogue” w charakterze fotografa. Wkrótce został najbardziej znanym amerykańskim fotografem mody, jego fotografie charakteryzowało wyrafinowanie oraz chłodny, pełen przepychu styl. W dziedzinie fotografii portretowej Penn używał prostego i jednolitego tła oraz wyłącznie naturalnego oświetlenia. Jego prace były wystawiane między innymi w Museum of Modern Art, Metropolitan Museum of Art, National Gallery w Waszyngtonie oraz w Art Institute of Chicago, który posiada pełne archiwum fotografii Penna.
Brat reżysera Arthura Penna. 